# 辻辰之助
辻 辰之助（つじ たつのすけ、文政2年10月1日（1819年11月28日） -  明治8年（1875年）1月2日）は、勤王の志士。秋田県仙北郡六郷町（現美郷町）高野村大町の生まれ。

## 来歴
本名は隆好（たかよし）、国学・和歌に長じた辻勝兵衛（号は豊田舎紀耕）の長男。家業の麹製造や染め物の手伝いをしながら、祖父・平八の厳格な教育を受けて育つ。
秋田藩の郡方吟味役で漢学者の岩屋良兵衛に経史を学び、1832年（天保3年）には平田篤胤の門人となる。1852年（嘉永5年）、江戸へ出て各藩の有志や西郷隆盛らと交流を深めた。これから、20年ほど、京都、水戸、久保田（秋田市）を奔走し、勤王を説き、討幕運動を進め、諸国を回った。
戊辰の役（1868年～69年）が始まると帰郷し、同志と連名の建白書を久保田藩主へ出し、自らは弟の兵助や息子らと、六郷で百余人の有志隊を組織し、官軍のためにつくしたが、戦後、同志への論功行賞もままならず、言動乱れたまま、56歳でこの世を去った。1918年（大正7年）戊辰の役により、正五位を追贈され、六郷学友会建立の墓碑が円福寺にある。
大曲花館の斎藤勘左衛門、後藤宙外とは縁戚である。